# Pasqualino
Pour plus de détails, voir Fiche technique et Distribution.
Pasqualino (Pasqualino Settebellezze) est un film italien réalisé par Lina Wertmüller, sorti en 1975. Il met en vedette Giancarlo Giannini.

## Synopsis
Situé à l'époque de la Seconde Guerre mondiale, le film décrit la vie du principal protagoniste, Pasqualino, un minable mafieux, fanfaron, mais qui se révèle le dernier des lâches, un pleutre ignoble quand, déserteur de l'armée italienne parachuté en Allemagne, il est capturé par l'armée allemande et envoyé dans un camp de concentration. Pour sauver sa peau, il multiplie les actes de lâcheté et tente de séduire l'énorme matrone (Shirley Stoler) qui par ailleurs le méprise. Une fois libéré, il regagne l'Italie et son personnage d'avant-guerre. Le film fait appel à de nombreux flashbacks, qui aident à brosser un tableau peu flatteur d'un prototype de macho : petit tyran domestique se révélant infâme couillon face à plus fort que lui.

## Fiche technique
- Titre original : Pasqualino Settebellezze
- Réalisation : Lina Wertmüller
- Scénario : Lina Wertmüller
- Direction de la photographie : Tonino Delli Colli
- Direction artistique : Veljko Despotovic
- Production : Arrigo Colombo, Lina Wertmüller
- Sociétés de production : Medusa Produzione  et Jadran film
- Musique : Enzo Jannacci
- Costumes : Enrico Job
- Son : Venanzio Biraschi
- Montage : Franco Fraticelli
- Budget :
- Pays de production :  Italie
- Langues : Italien, Allemand
- Lieux de tournage :
  - Italie : Naples
- Format : Couleurs - 35 mm
- Genre : Comédie dramatique
- Durée : 115 min
- Dates de sortie :
  - France : 4 mai 1975
  - Italie : 20 décembre 1975
  - États-Unis : 21 janvier 1976

## Distribution
- Giancarlo Giannini : Pasqualino Frafuso
- Fernando Rey : Pedro le prisonnier anarchiste
- Shirley Stoler : le commandant
- Elena Fiore : Concettina, une sœur
- Piero Di Iorio : Francesco, l'ami de Pasqualino
- Enzo Vitale : Don Raffaele
- Roberto Herlitzka : le socialiste
- Lucio Amelio : l'avocat
- Ermelinda De Felice : la mère de Pasqualino
- Francesca Marciano
- Barbara Valmorin

## Distinctions

### Nominations
- 1977 : 4 nominations aux Oscars du cinéma
  - Oscar du meilleur réalisateur : Lina Wertmüller
  - Oscar du meilleur acteur : Giancarlo Giannini
  - Oscar du meilleur film en langue étrangère
  - Oscar du meilleur scénario original : Lina Wertmüller
- 1977 : 1 nomination aux Golden Globes
  - Golden Globe du meilleur film en langue étrangère